# Mainxe
Mainxe foi uma comuna francesa na região administrativa da Nova Aquitânia, no departamento de Charente. Estendia-se por uma área de 10,10 km². Em 2010 a comuna tinha 694 habitantes (densidade: 68,7 hab./km²).
Em 1 de janeiro de 2019, passou a formar parte da nova comuna de Mainxe-Gondeville.